# Juan Manuel Bordeu
Juan Manuel Bordeu (Balcarce, Buenos Aires, 24 de enero de 1934-Buenos Aires, 24 de noviembre de 1990) fue un piloto de automovilismo argentino, campeón del Turismo Carretera en 1966. Como protegido de Juan Manuel Fangio, Bordeu tenía una carrera tempranera y acertada, pero un fuerte accidente en una prueba arruinó sus chances de demostrarse en la Fórmula 1.

## Carrera

### Fórmula 1
Tuvo una única participación en Fórmula 1, en el Gran Premio de Francia de 1961 con un Lotus del equipo British Racing Partnership, aunque el auto finalmente fue piloteado por Lucien Bianchi.
Tuvo un accidente gravísimo probando un Lotus en el circuito de Goodwood en 1961, quedándose sin la posibilidad de debutar en el Campeonato Mundial de Fórmula 1. Tuvo graves heridas que lo obligaron a alejarse por un tiempo del automovilismo deportivo.

### Su campaña en Argentina

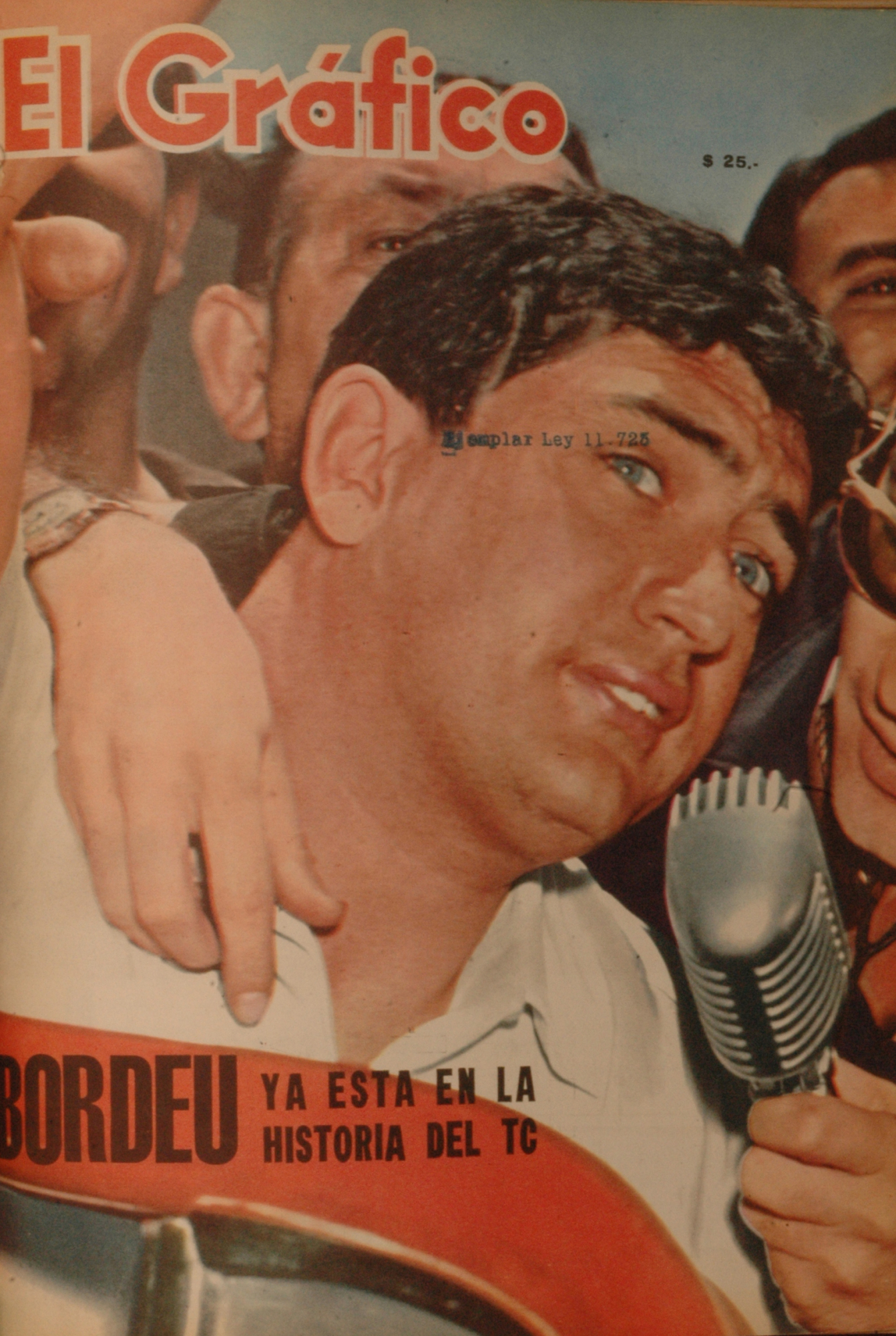
Bordeu en 1964.

Luego de su fallida incursión en el mundo del automovilismo internacional, Bordeu decide volver a la Argentina para participar del Turismo Carretera. En ese entonces, el dominio que ejercía Ford en esos años era indiscutido, primero con los hermanos Gálvez y luego con los hermanos Emiliozzi y Rodolfo de Álzaga de por medio. 
Con este panorama, Juan Manuel decide incursionar en TC con una coupé Chevrolet (marca que no podía ganar el campeonato desde 1941 con Juan Manuel Fangio, padrino de Bordeu) a fin de quebrar esa tediosa hegemonía. El fruto maduró en 1966, cuando con su célebre cupé llamada La Coloradita, consigue quebrar la hegemonía de Dante Emiliozzi con La Galera.
Con La Coloradita (que contaba con la motorización de "Toto" Fangio, hermano de Juan Manuel) Bordeu le dio una inmensa alegría a los simpatizantes de Chevrolet, abriendo un nuevo panorama en el TC.

#### Bordeu como puntal de Dodge
En 1966, se abre una nueva página en el automovilismo nacional: Debutan los automóviles compactos. Ford presentaba al Falcon, General Motors se anotaba con el Chevrolet 400, Chrysler ponía a disposición el Valiant e IKA hacía su presentación con el Torino. Es así que luego de más de 30 años, las cupecitas comenzaron a ser reemplazadas. A todo esto, Bordeu luego de presentarse por última vez como piloto de "La Coloradita", fue convocado por la Comisión de Concesionarios Chrysler, quienes en 1969 comenzaron a participar con un par de Dodge Polara de 4 puertas confiados a los hermanos Bellavigna en la preparación. Juan Manuel Bordeu fue convocado como uno de sus pilotos junto a Carlos Löeffel (recordado, entre otras cosas, por ser el único ganador de TC con Valiant II). A partir de ese entonces, comenzaba la carrera de Bordeu como puntal de Dodge. Ese año 1969 sufre otro gran accidente (el anterior había sido en Inglaterra) en Los Cóndores, en San Juan, cuando estalló una cubierta y sufrió un despiste y un vuelco con fuego incluido.
Su primer triunfo con la marca llegó el 18 de julio de 1971, en el circuito semipermanente de Olavarría, en la Vuelta de la Ciudad, triunfo que además significó la primera victoria de Dodge en el automovilismo argentino. Se retiró en 1973, con 21 triunfos en su haber. Su última carrera fue en el circuito de Zapala, con una Dodge GTX.
Si bien en 1973 se retiró como piloto, Bordeu continuó su carrera como dirigente. Fue presidente del Automóvil Club Argentino, cofundador de la Fundación del Museo del Automovilismo Juan Manuel Fangio, y subsecretario de deportes del gobierno de la Provincia de Buenos Aires.

## Vida personal y estilo de conducción

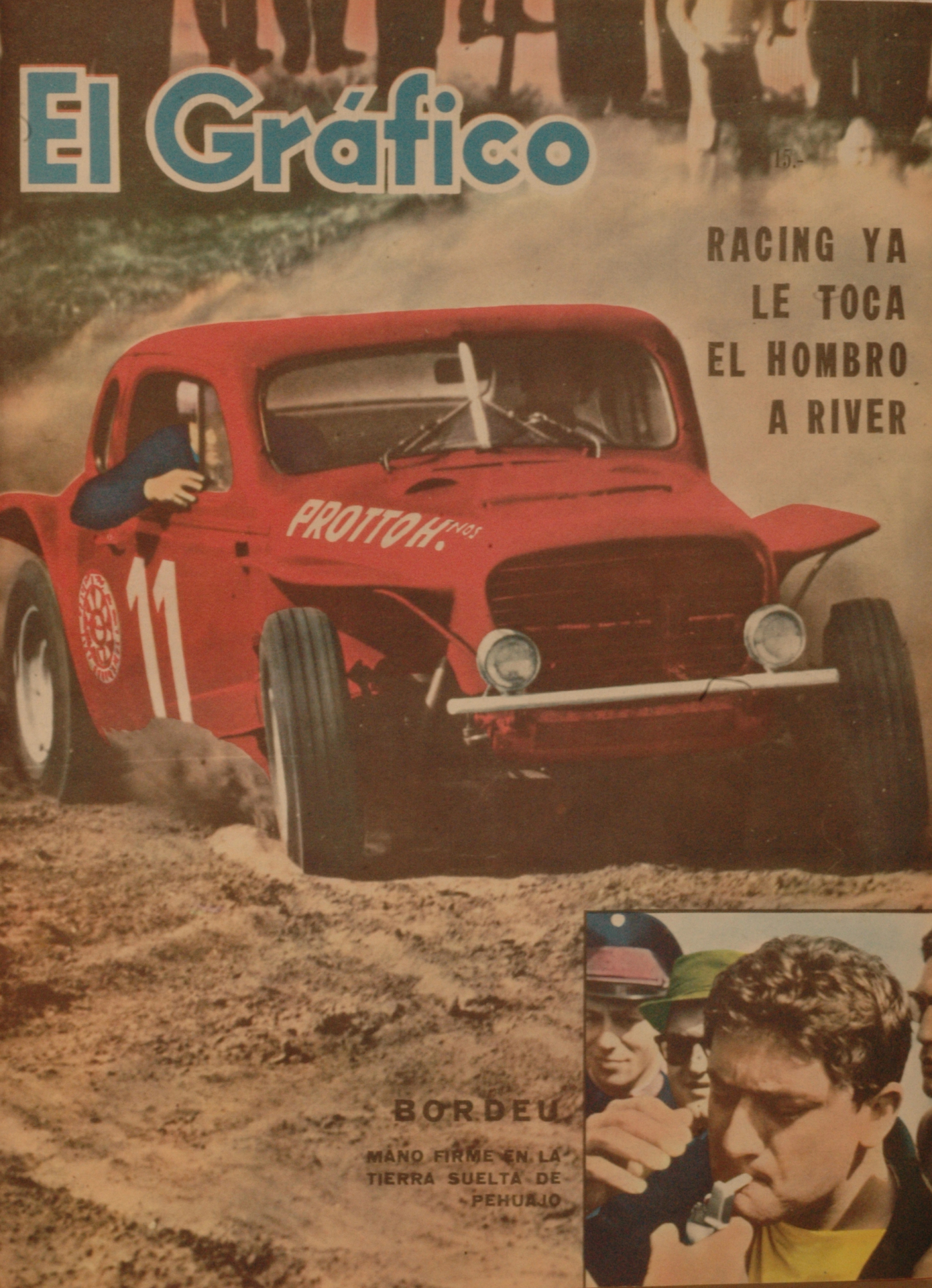
Bordeu en la portada de El Gráfico en 1963.

Bordeu era un hombre de carácter serio, introvertido, callado, pero bastante sociable. Durante su incursión en TC logró ganarse el cariño de muchos de sus colegas, entre ellos Eduardo "Tuqui" Casá y Rodolfo de Álzaga. En la pista era recordado por su forma veloz de manejar La Coloradita y por no ser prolijo a la hora de hacerlo. En todos los coches que piloteo, tenía por costumbre entrar de costado en las curvas haciendo delirar a los aficionados que seguían las competencias.

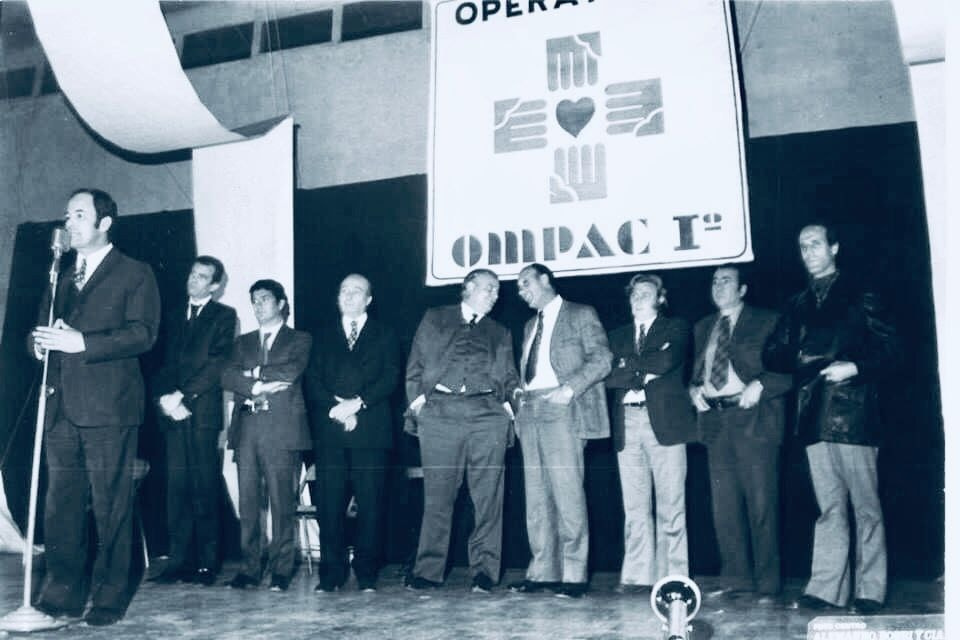
Bordeu en un evento realizado por la OMPAC (Organización Marcosjuarense Para Ayuda Comunitaria) a beneficio del Hospital Regional Dr. Abel Ayerza, en Marcos Juárez, Provincia de Córdoba. Juan Manuel Fangio y Carlos Löeffel, y el golfista Roberto De Vicenzo también están presentes en la foto. Febrero de 1963.

Sus íntimos le decían "Maneco". Le gustaba mucho el campo y andar a caballo, tenía la estancia La Peregrina en Balcarce. En dicha ciudad se lo veía seguido con Juan Manuel Fangio, a quien algunas versiones indican como su padre (nótese el extraordinario parecido físico). Se casó y tuvo tres hijos, dos mujeres y un varón, Juan Manuel hijo, quien murió en un accidente de autos siendo muy joven. 
Una de sus hijas, Ivonne, se casó en 1981 con el político Mauricio Macri (Presidente de la Nación entre 2015 y 2019), y se divorció de él en 1991. Bordeu se casó por segunda vez con la actriz argentina Graciela Borges. Fruto de esa relación nació su cuarto hijo, Juan Cruz Bordeu quien no siguió los pasos deportivos de su padre.

## Muerte
Falleció el 24 de noviembre de 1990, a los 56 años de edad, víctima de una leucemia que le había sido diagnosticada. Un año antes de su fallecimiento, había filmado un comercial de promoción de la camioneta Peugeot 504 Pick Up, en la cual describía las bondades de la máquina. Tras su fallecimiento, el comercial se siguió emitiendo, pero ya sin su presencia, mientras que sus líneas de diálogo fueron puestas como videografía, prescindiendo del uso de su voz.

## Resultados

### Fórmula 1
| Año     | Escudería                | 1   | 2   | 3   | 4       | 5   | 6   | 7   | 8   | Pos. | Puntos |
| ------- | ------------------------ | --- | --- | --- | ------- | --- | --- | --- | --- | ---- | ------ |
| 1961    | UDT Laystall Racing Team | MON | NED | BEL | FRA DNS | GBR | GER | ITA | USA | NC   | 0      |
| Fuente: |                          |     |     |     |         |     |     |     |     |      |        |